# 大石堅童
大石堅童（1868年—1934年1月30日），號回天，日本宮城縣人，曾任臺灣曹洞宗臺北佈教師、曹洞宗臺灣別院初代院主與日本仙台市昌傳庵住持，在臺期間積極推廣、提升佛學素養，並推廣「尊皇奉佛」思想。

## 生平
大石堅童畢業自位於今日本東京都的駒澤大學，在1907年4月來臺，於隔年8月繼山田祖學師後擔任曹洞宗臺北佈教師，並在同年購買臺北東門外4500坪地以興建別院。別院的建築工程從1909春天開始，大殿於一年後完工，並在該年（1910年）5月28日舉行釋迦佛像安座大典。大實堅童在成為別院初代院主後，於1911年4月辭職返日。但1912年9月17日大殿因颱風侵襲倒塌後，他再次於1913年返臺擔任院主，直到1920年返回日本擔任仙台市昌傳庵住持。
他在臺八年期間除積極推廣佛教與興建別院之外，還於別院內興建觀音禪堂（今東和禪寺），並參與臺灣佛教青年會與臺灣佛教中學林 (現今的臺北市私立泰北高級中學) 的成立。
並在1916年至1920年於臺灣佛教中學林 (現今的臺北市私立泰北高級中學)擔任林長(第一任校長)。